# Schloss Münsingen

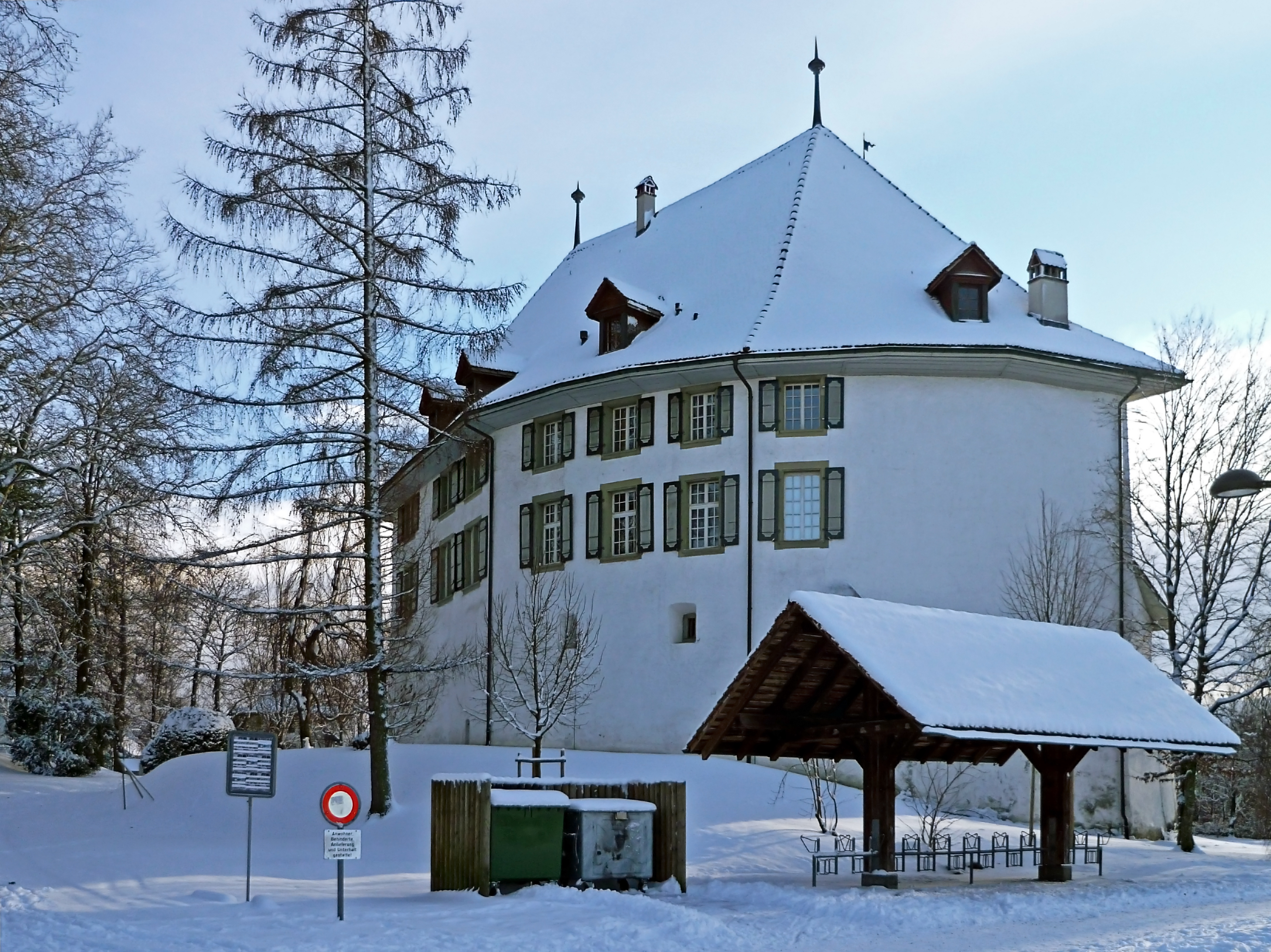
Schloss Münsingen im Winter (2010)

Ansicht aus dem Jahr 1905 auf das Schoss mit Kirche im Hintergrund

Das Schloss Münsingen ist ein Schloss aus dem 16. Jahrhundert in der Gemeinde Münsingen im Kanton Bern.
Das heutige Schloss steht auf dem Platz der früheren Burg des Ritters Johann Senn von Münsingen aus dem 13. Jahrhundert, welche durch die Stadt Bern zerstört wurde. 1550 liessen Hans Franz Nägeli und seine Frau Rosina Wyttenbach das heutige Schloss erbauen und die alte Burg bis auf Höhe des ersten Stockwerks abtragen. Bis heute ist an der Halbkreisform des Grundrisses und an den Gartenmauern der Verlauf der Ringmauer erkennbar. Das Schloss wurde später mehrmals umgebaut. Die heute als «von Steiger–Zimmer» bekannte Stube wurde um 1770 mit einem Sepia–Kachelofen von Wilhelm Emanuel Dittlinger, bemalt von Peter Gnehm, ausgestattet. 1826 kaufte Peter Vollmar Vissering das Schloss vom Ehepaar Franz Ludwig Sigmund von Steiger und Elisabetha von Steiger. 1830 wurde das Schloss von Alfred de Rougemont erworben, der das untere Schloss 1838 abreissen liess. Nach zwei weiteren Besitzerwechseln ging das Schloss 1877 an den Staat Bern über. 1893 bis 1895 wurde auf dem zum Schloss gehörenden Areal die Kantonale Psychiatrische Klinik erstellt. Ein grosser Landwirtschaftsbetrieb sorgte für die Verpflegung (Milch, Getreide, Fleisch) dieses 1000 Plätze umfassenden damaligen „Irrenhauses“. Gleichzeitig bot er Arbeitsplätze für die Bewohner und Patienten an. Als 1977 der Milchbetrieb und die Arbeitsplätze abgebaut wurden, übernahm die Gemeinde Münsingen das gesamte Areal des Schlossgutes.